# Pôle d'équilibre territorial et rural Centre Ouest Aveyron
 (juin 2025).
Motif : Absence de sources secondaires
- Archive Wikiwix
- Bing
- Cairn
- DuckDuckGo
- E. Universalis
- Gallica
- Google
- G. Books
- G. News
- G. Scholar
- Persée
- Qwant
- (zh) Baidu
- (ru) Yandex
- (wd) trouver des œuvres sur Wikidata

| 1. | Préciser le motif de la pose du bandeau. | Précisez le motif de la pose du bandeau en utilisant la syntaxe suivante : {{admissibilité à vérifier\|date=juillet 2025\|motif=remplacez ce texte par le motif}}                                                               |
| 2. | Informer les utilisateurs concernés.     | Pensez à avertir le créateur de l'article, par exemple, en insérant le code ci-dessous sur sa page de discussion : {{subst:avertissement admissibilité à vérifier\|Pôle d'équilibre territorial et rural Centre Ouest Aveyron}} |

Le Pôle d'équilibre territorial et rural Centre Ouest Aveyron est un Pôle d'équilibre territorial et rural dans l'Aveyron.

## Localisation
Le PETR Centre Ouest Aveyron est une structure située au nord de la région Occitanie, et couvre le centre et l'ouest du département de l'Aveyron.

## Description
Le PETR a vu le jour le 21 janvier 2015.
Il regroupe 123 communes sur 2 980 km² pour une population totale de 154 572 habitants soit une densité de 52 habitants au km².

## Communes membres
Le Pays Ruthénois est composé de 1 communauté d'agglomération et 8 communautés de communes :
- la Communauté d'agglomération Rodez Agglomération
- Decazeville Communauté ;
- la Communauté de communes du Pays Rignacois
- la Communauté de communes Aveyron Bas Ségala Viaur
- la Communauté de communes du Plateau de Montbazens
- Ouest Aveyron Communauté
- la Communauté de communes Conques-Marcillac
- la Communauté de communes Pays Ségali
- la Communauté de communes du Réquistanais